# Almadrava

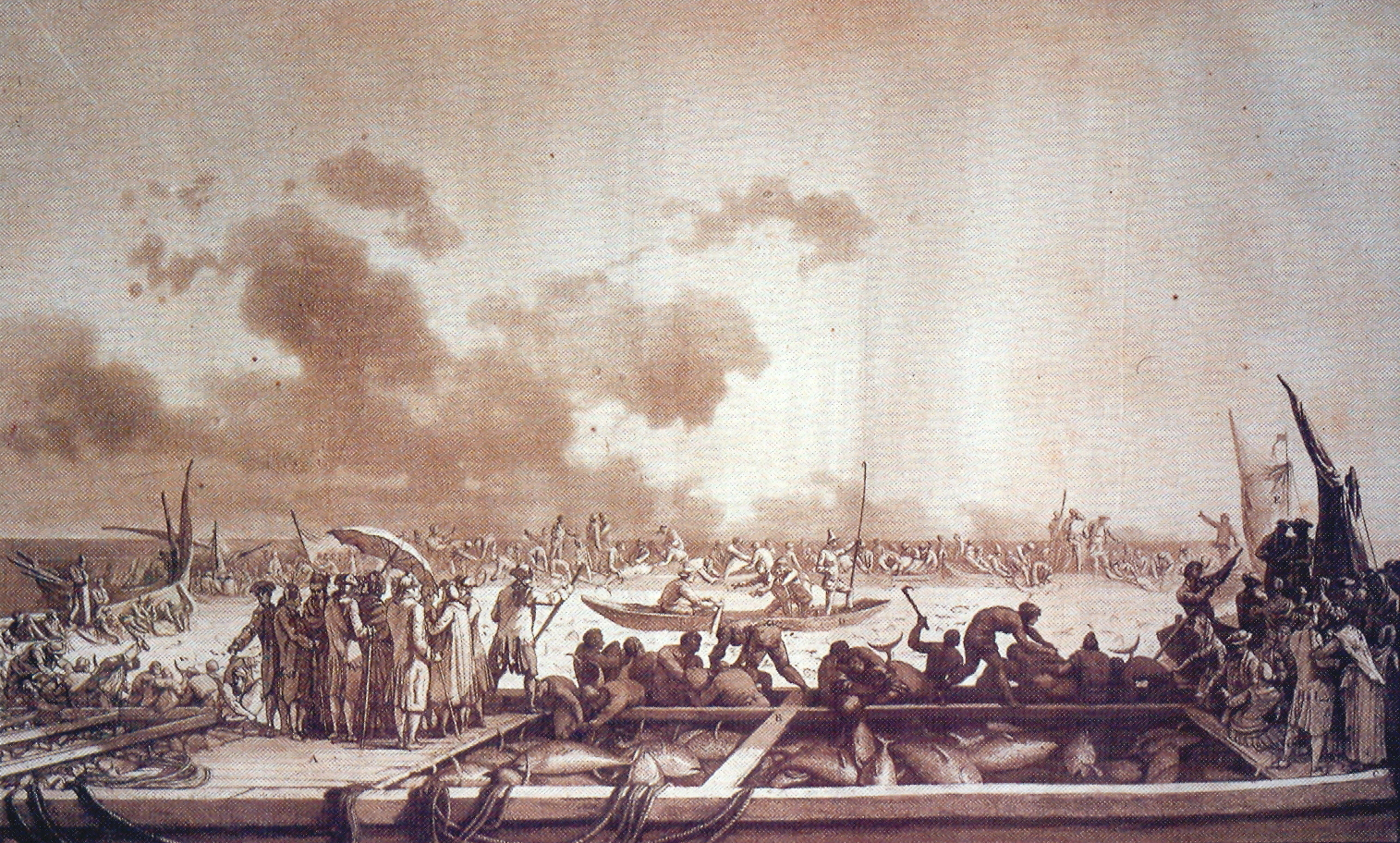
La pêche du thon na Sicília
água-forte de Jean-Pierre Houël, 1782.

Almadrava (do árabe almadraba; de alma, lugar e darab, matar) designa a armação de pesca do atum. É utilizada na Andaluzia e no sul de Portugal, em especial na região do Algarve, onde o atum é uma espécie relativamente abundante. Terá sido introduzida pelos muçulmanos, durante a sua longa permanência em território português.
Na Sicília, o mesmo método é chamado tonnara.

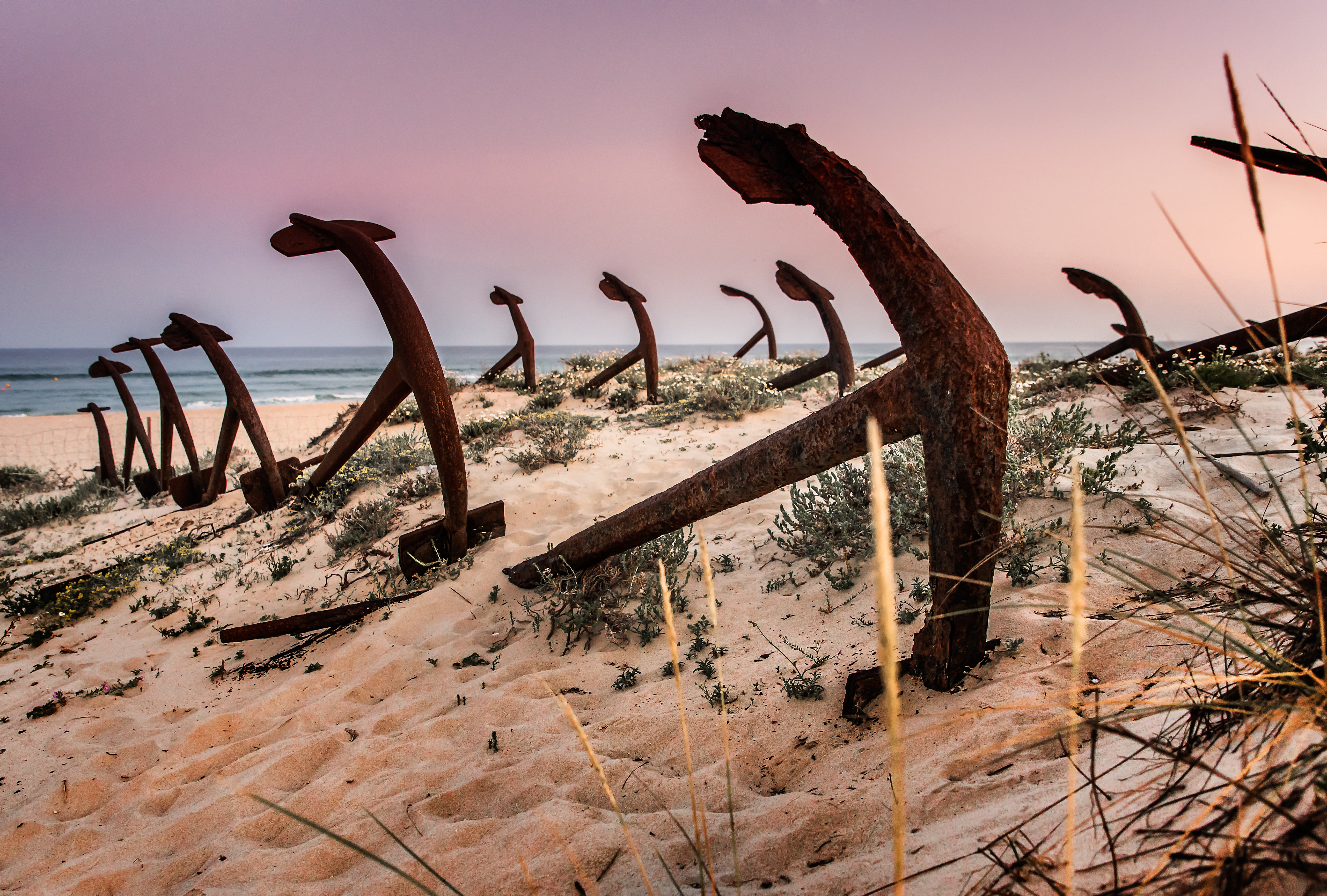
Cemitério de âncora na ilha de Tavira, Algarve, Portugal

Em Tavira a indústria foi abandonada na década de 1960, as âncoras utilizadas na técnica foram feitas num monumento na ilha de Tavira.